# Ophiocreas spinulosus
Ophiocreas spinulosus är en ormstjärneart som beskrevs av George Richard Lyman 1883. Ophiocreas spinulosus ingår i släktet Ophiocreas och familjen Asteroschematidae. Inga underarter finns listade i Catalogue of Life.